# Бомбардування Мангайма
Бомбардування Мангайма — повітряний наліт на німецьке місто Мангайм, скоєний в ніч з 16 на 17 грудня 1940 року бомбардувальниками Бомбардувального командування RAF.
Наліт проводився внаслідок рішення Військового кабінету про завдання масованого удару по центру якого-небудь німецького міста як акція у відповідь за бомбардування британських міст. Наліт став першим нальотом Бомбардувального командування з початку Другої світової війни, метою якого стали об'єкти, що не мають військового чи промислового призначення, а також найбільш широкомасштабним із усіх британських рейдів у війні до того моменту.

## Історія
Як мету карального рейду Бомбардувальне командування обрало Мангайм, підготувавши до операції 200 бомбардувальників. Загроза погіршення погоди призвела до скорочення формування до 134 двомоторних машин: 61 Велінгтонів, 35 Вітлі, 29 Гемпденів і 9 Бленхеймів. Але навіть і в такому складі це була найбільше досі британське з'єднання, відправлене на завдання проти одиночної цілі.
Атаку розпочали вісім «Веллінгтонів». Вони застосували запальні бомби з наміром викликати пожежі, які послужили як орієнтир екіпажам, що послідували за лідерами.
Небо над ціллю було здебільшого чистим, до того ж світив повний місяць, а ППО Мангейма не відрізнялася особливою силою, проте «Веллінгтони» відбомбилися неточно. Подальший аналіз дозволив зробити висновок, що приблизно від 82 до 102 наступних літаків змогли скинути бомби на Мангейм. Найсильніші пожежі спалахнули не в центрі міста. Більшість бомб впали на житлові квартали, що призвело до руйнування або пошкодження 240 будівель від запальних боєприпасів і 236 від фугасних. Кількість постраждалих громадян нацистської Німеччини становила 34 загиблих та 81 пораненого, ще 1 266 позбулися даху над головою. З усіх районів, що зазнали бомбардування, 223 бомби припало на містечко Людвігсгафен на протилежному боці Рейну.
У ході нальоту Бомбардувальне командування втратило два «Гемпдена» і один «Бленхейм», ще чотири машини, зазнали аварії в Англії по дорозі назад. Наліт було визнано невдалим.